# Gabriel de Clieu
Gabriel-Mathieu d'Erchigny de Clieu, né en 1687 à Dieppe (Normandie), et mort le 29 novembre 1774 à Paris, est un officier de marine, planteur et administrateur colonial français. Il a notamment été gouverneur de la Guadeloupe, et est connu pour avoir importé le premier plant de café en Martinique, lequel a permis la propagation du café dans plusieurs îles des Antilles. Cette théorie est toutefois remise en question par des études récentes, et l'introduction du café aux Antilles serait peut-être antérieure à de Clieu,.

## Biographie

### Origines et jeunesse
Gabriel de Clieu descend d'une famille noble originaire de Bretagne, implantée à Dieppe et qui fut anoblie par Charles VI. Il est le cousin de Marthe Baudry (1661-1743), la femme de Jean-Baptiste du Casse et la grand-mère du futur duc d'Anville qui se distingueront tous deux dans la Marine du Roi. Son père, Mathieu-Jean de Clieu, est écuyer et seigneur de Neufvillette, de Derchigny, Conseiller du Roi et Général au bailliage de Caux.

### Débuts dans la Marine royale
En 1702, au tout début de la guerre de Succession d'Espagne, Gabriel de Clieu, âgé de quinze ans, entre dans la Marine royale et intègre la compagne de gardes de la Marine, au Havre. L'année suivante, en 1703, il passe dans celle de Rochefort, avant d'être promu enseigne de vaisseau en 1705.

### Service en Martinique
Capitaine en pied en 1717, il est fait chevalier de Saint-Louis en 1718, avant d'être promu capitaine d'infanterie de marine en 1720, puis envoyé à la colonie de Martinique au départ de Nantes en 1723.

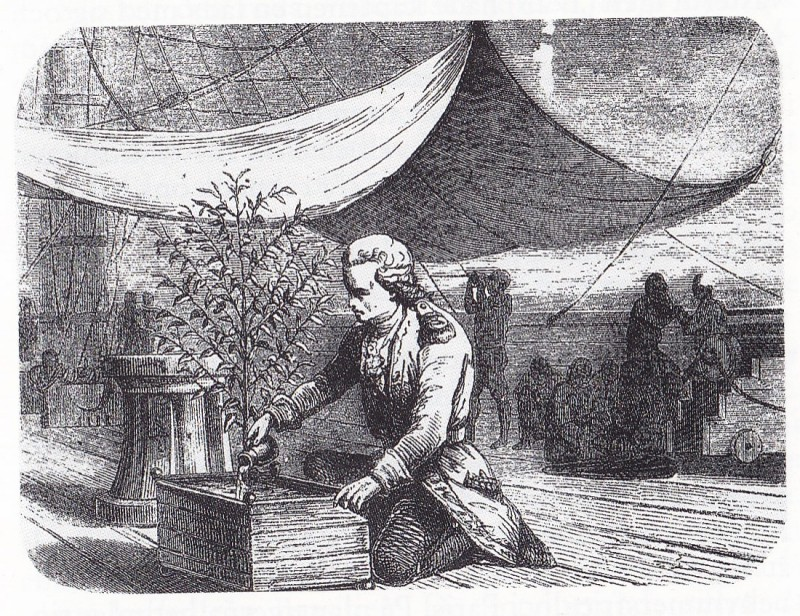
Gabriel de Clieu prenant soin d'un plant de café sur le pont du bateau.

En 1725, il est major à Marie-Galante. La même année, à la faveur d'un cyclone qui avait détruit des plantations de cacao, le capitaine de Clieu transporte en Martinique un plant de café, type arabica, qui provenait du Jardin du Roi de Paris et avait été obtenu par M. de Chirac (médecin du Roi). Arrivé en Martinique, il fait planter l'arbuste dans son Habitation La Jacquart, au Prêcheur. Grâce aux graines, le café est répandu dans les Antilles, notamment en Guadeloupe où de Clieu a été gouverneur de 1737 à 1753,. Il y fait construire ponts et bâtiments, et améliore les fortifications. Il est également à l'origine de la création du port de Pointe-à-Pitre en 1763.
En parallèle, il poursuit sa carrière dans la Marine royale et au sein de l'administration coloniale. Promu lieutenant de vaisseau en 1733, puis capitaine de vaisseau en 1746. Il est fait commandeur de Saint-Louis à titre honoraire en 1750. Le 1er septembre 1752, il reçoit une pension de 1 800 livres sur le budget des Invalides et une pension de 3 000 livres sur le budget de la Marine. Le 1er septembre 1753, il reçoit l'ordre de passer au Havre. Il est nommé commandant de la Marine au Port Louis (1756). Lors du bombardement du Havre, en 1759, il se distingue dans le commandement des batteries flottantes qui lui sont confiées. Enfin, il est promu Grand-croix de l'ordre de Saint-Louis en 1774.
Gabriel de Clieu meurt à Paris, le 29 novembre 1774. Les Affiches de Normandie de décembre 1774 dressent un portrait flatteur de lui : « Il était aimé, respecté et estimé de tout ce qui le connaissait ; il fut le père des pauvres, surtout des familles nombreuses, mariant et dotant les filles indigentes des villages voisins de sa terre. Comme ses jours furent comptés par des bienfaits, il ne pouvait manquer d'être regretté de tous ceux qui le connaissaient ».
Gabriel de Clieu, « Après avoir enrichi la Martinique de cette branche du commerce, mourut pauvre et ignoré à l'âge de quatre-vingt-dix-sept ans, en 1775 ». Cette situation de dénuement est contestée par Louis Du Bois, dans sa notice sur le chevalier de Clieu.

### Vie privée
Gabriel de Clieu s'est marié quatre fois. Sa première femme, Marie Collombe de Mallevault décède à la Martinique en 1725, le laissant seul avec un fils né en 1717 appelé Jean-Baptiste de Clieu. Trois ans plus tard, il épouse Marie Rigolet avec qui il aura trois enfants nommés Jacques-François-Mathieu de Clieu né en 1729, Marie-Madeleine-Rachel de Clieu en 1734 et Catherine-Marthe de Clieu en 1735. Cinq années après le décès de Marie Rigolet, Gabriel de Clieu se remarie avec Luce-Nicole du Bourg d'Esclainvilliers  à la Guadeloupe. De cette union naîtra Charles-Abraham de Clieu en 1760. Enfin, à 83 ans Gabriel de Clieu épouse Elizabeth Roux du Fay.
Gabriel de Clieu devient grand-père pour la première fois en 1756 d'une petite fille Marie-Charlotte-Mathurine de Clieu, fille de Jean-Baptiste de Clieu.

## Hommages et postérité
- Le Jardin Desclieux à Fort-de-France en Martinique. Situé à l'origine aux portes de la ville, ce jardin public de plus de 6 hectares, dessiné par le directeur du service de l’agriculture, M. Eugène Bassières, avait été inauguré le 14 juillet 1918, par le gouverneur M. Camille Guy, assisté de l’administrateur de la Dominique M. Mahafy[12]. Urbanisé depuis, il est devenu un lieu-dit de Fort-de-France[3].
- Stade Desclieux, à Fort-de-France, Martinique.
- Dans le Jardin botanique de Fort-de-France, une stèle lui a été dédiée en 1918.
- Lors de la Transat Jacques Vabre de 2023, le skipper Félix de Navacelle, descendant de Gabriel de Clieu, s'est vu remettre un plant de café à emporter, en souvenir de son ancêtre[13],[14].
- Le remorquer Gabriel de Clieu construit sous le numéro 1233 en 1972[15],[16]

#### Ouvrages anciens
- Traité sur les effets et les propriétés du café, par Benjamin Moseley, 120 pages, traduit de l'anglais par M. Lebreton, édition Prault, imprimeur du Roi, 1786, cite une lettre adressée à l'auteur par de Clieu le 22 février 1774.
- Jacques Le Cornec, Un royaume antillais sur Google Livres, page 43
- Louis-François Du Bois, Notice sur le chevalier de Clieu, et Bibliographie du café, vol. 1, Caen, [Gost-Clerisse, coll. « Mémoires de l'Académie du Calvados », 1855, 17 p. (OCLC 898123638, BNF 30359105)
- Alexandre Mazas, Histoire de l'ordre royal et Militaire de Saint-Louis depuis son institution en 1693 jusqu'en 1830, vol. 2, Paris, Firmin Didot frères, fils et Cie, 1860 (lire en ligne), p. 123
- Jean Baptiste Lecomte, Messire J. B. de Clieu, Curé du Havre (1629-1719). Le Capitaine Clieu ou le premier pied de café aux Antilles (1687-1774), Dieppe : Émile Delevoye. 1862, 23 p.

#### Ouvrages récents
- Catherine de Beaunay-Cotelle, Hommage au chevalier Gabriel de Clieu. La fabuleuse histoire du café au siècle des explorateurs dieppois, 2002, p. 70

#### Romans
- Raphaël Confiant, Grand Café Martinique, Mercure de France, 2020, 320 p. (EAN 9782715249677, OCLC 1138041803)